# Croc-Blanc (film, 1973)
Pour les articles homonymes, voir Croc-Blanc (homonymie).
Pour plus de détails, voir Fiche technique et Distribution.
Croc-Blanc (titre original : Zanna Bianca) est un film franco-hispano-italien réalisé par Lucio Fulci, sorti en 1973.
Le film est une adaptation du roman éponyme de Jack London, Croc-Blanc.

## Synopsis
1896, au Yukon, Canada. Un jeune chien-loup est recueilli par des Amérindiens (Mishka et Charlie) qui l'appellent Croc-Blanc. Mishka est malade et son père l'emmène en ville consulter un médecin. Croc-Blanc se fait remarquer en tuant le chien le plus fort de la ville. Un homme veut l'acheter, mais Charlie refuse.

## Fiche technique
- Titre original : Zanna Bianca
- Titre français : Croc-Blanc[1]
- Réalisation : Lucio Fulci, assisté de Bernard Farrel et Tonino Ricci
- Scénario : Guy Elmes, Roberto Gianviti, Thom Keyes, Piero Regnoli et Guillaume Roux
- Dialogues : Harry Alan Towers
- Photographie : Erico Menczer et Pablo Ripoll
- Montage : Ornella Micheli
- Musique : Carlo Rustichelli
- Sociétés de production : In-Cine Compañía Industrial Cinematográfica, Les Productions Fox Europa et Oceania Produzioni Internazionali Cinematografiche
- Pays de production :  Espagne -  Italie -  France
- Langue originale : italien
- Format : couleur, son mono
- Durée : 102 minutes
- Dates de sortie :
  - Italie : 21 décembre 1973
  - Espagne : 12 août 1974
  - France : 9 juin 1976

## Distribution
- Franco Nero (VF : Philippe Ogouz) : Jason Scott
- Raimund Harmstorf (VF : Marc de Georgi) : Kurt Jansen
- Virna Lisi : Sœur Evangelina
- Fernando Rey (VF : René Arrieu) : Père Oatley
- John Steiner (VF : Roger Crouzet) : Charles 'Beau' Smith
- Missaele : Mitsah
- Daniel Martín : Charlie
- Daniele Dublino : Chester
- Carole André : Krista Oatley
- Rik Battaglia (VF : Pierre Hatet) : Jim Hall
- Maurice Poli : Mountie (VF : Jean Roche)

## Production
Le film a été tourné en Autriche à Bad Mitterndorf, qui représente la cité canadienne de Dawson ainsi que dans la montagne voisine de Tauplitzalm (de).

## Suite
Une suite intitulée Le Retour de Croc-Blanc (Il ritorno di Zanna Bianca), du même réalisateur, est sortie en 1974.